# Zoltán Kővágó
Zoltán Kővágó (Szolnok, 10 de abril de 1979) é um lançador de disco da Hungria. Nos Jogos Olímpicos de Verão de 2004, Kővágó terminou a prova em terceiro lugar, mas herdou a medalha de prata após a constatação do doping de seu compatriota Róbert Fazekas. Sua melhor marca é de 69,95 metros, conseguida em maio de 2006 na cidade francesa de Salon-de-Provence.